# Barbie és a Diótörő
A Barbie és a Diótörő vagy Barbie a diótörőben (eredeti cím: Barbie in the Nutcracker) 2001-ben megjelent amerikai 3D-s számítógépes animációs film, amelyet Owen Hurley rendezett. Az animációs játékfilm forgatókönyvét Linda Engelsiepen, Hilary Hinkle és Rob Hudnut írták. A zenéjét Arnie Roth szerezte. A videofilm a Lions Gate Entertainment gyártásában készült, az Artisan Entertainment forgalmazásában jelent meg. Műfaja zenés fantasy kalandfilm.
Amerikában 2001. október 23-án, Magyarországon pedig 2002. december 4-én adták ki DVD-n.

## Szereplők
| Szereplő              | Eredeti hang      | Magyar hang         |
| --------------------- | ----------------- | ------------------- |
| Barbie (Clara)        | Kelly Sheridan    | Csondor Kata        |
| Diótörő (Erik herceg) | Kirby Morrow      | Dolmány Attila      |
| Egérkirály            | Tim Curry         | Rajhona Ádám        |
| Primm                 | Peter Kelamis     | Kálloy Molnár Péter |
| Menta őrnagy          | Christopher Gaze  | Papp János          |
| Candy kapitány        | Ian James Corlett | Csőre Gábor         |
| Bonbon hercegnő       | Kelly Clarkson    | Vadász Bea          |
| Drosselmayer néni     | Kathleen Barr     | Spilák Klára        |
| Drosselmayer nagyapa  | French Tickner    | Izsóf Vilmos        |
| Shelly                | Chantal Strand    | Czető Zsanett       |